# Белен — Літвінів — Нератовиці
Белен – Літвінів – Нератовіце (етиленопровід) – трубопровід для транспортування етилену, який обслуговує роботу чеської піролізної установки у Літвінові.
З 1975-го у Літвінові запрацювала лінія полімеризації, етилен для якої первісно постачали з німецького Белену. Для цього проклали продуктопровід довжиною 139,6 км з діаметром 250 мм. Втім, вже за чотири роки у Літвінові стала до ладу власна установка парового крекінгу, що призвело до переведення етиленопроводу у реверсний режим. 
Крім того, етилен почали подавати на завод з виробництва полівінілхлориду у Нератовіце, для чого проклали ділянку від прикордонного Літвінова вглиб Чехії, де продукують 135 тисяч тон мономеру вінілхлориду з наступним перетворенням на такий же об’єм полімеру. З 1992 року у Нератовіці з'явився ще один споживач етилену – завод альфа-олефінів потужністю 120 тисяч тонн на рік. Втім, вже у 2003-му його закрили через нерентабельність.
З появою у Німеччині олефінопроводу Штаде – Тойченталь, система Белен -Літвінов – Нератовіце стала східною ланкою траси, яка простягнулась від північноморського приймального терміналу та надає доступ до світового ринку етилену. 